# V (revista)
V Magazine é uma revista de moda, cultura pop e estilo de vida americana publicada desde 1999. Seus principais tópicas são de moda, filmes e música. Pertence a editora Visionaire Publisher.

## História
A V Magazine começou a ser publicada em setembro de 1999 para ser a "irmã mais nova" da então principal revista, Visionaire. Sendo a Visionaire direcionada a alta-costura e as mulheres de classe alta, a V Magazine veio com um tom mais informal, vibrante e mais acessível.

### Publicação
Com um número limitado de edições por ano, a V Magazine é baseada na pré-moda das estações apresentadas nos desfiles, como primavera, verão, outono e inverno. Em 2010, o folhetim contava com 315 mil leitores.
A revista é editada e coordenada por Stephen Gan, que a direciona para as novas tendências na moda americana e da cultura pop em geral, apresentada em músicas, filmes e na arte. Ícones do mundo da moda como Inez van Lamsweerde, Vinoodh Matadin e Hedi Slimane e importantes presenças da mídia americana como Rihanna, Madonna, Katy Perry,Lady Gaga, Naomi Campbell, Grace Jones, Brad Pitt, Britney Spears, Tyra Banks, Helmut Lang e David Bowie colaboram ou já colaboraram em alguma edição.

## Capas
Várias celebridades de diversos segmentos já estamparam as edições da V, como: Madonna, Lady Gaga, Mariah Carey, Gwen Stefani, Miley Cyrus, Gwenyth Paltrow, Cameron Diaz, Winona Ryder, Rihanna, Justin Bieber, Tyra Banks, Britney Spears, Kesha, James Franco, Victoria Beckham, David Beckham, Natalie Portman, Dakota Fanning, Kirsten Dunst, Kristen Stewart, Jennifer Connelly, Nicki Minaj, Kanye West, Orlando Bloom, Demi Moore, Beyoncé, Adriana Lima, Marc Jacobs, Salma Hayek, Celine Dion e, a mais recente, Selena Gomez.

## Crítica
A publicação de janeiro de 2010 da V Magazine intitulada "The Size Issues" que conta com a participação de várias modelos plus size foi impressa com duas capas, uma com a atriz de American Horror Story, Gabourey Sidibe, enquanto a outra com a atriz Dakota Fanning. Algumas pessoas alegaram que ambas edições tinham a intenção de fazer uma competição entre os dois tamanhos de "manequim". Outras pessoas ficaram do lado da revista, afirmando que as edições deram um grande passo na modernização do padrão de beleza.